# Volley Michelbeke
Volley Michelbeke, ook bekend onder de sponsornaam Saturnus Volley Michelbeke, is een Belgische volleybalclub uit de Brakelse deelgemeente Michelbeke.

## Geschiedenis
De club werd opgericht in 1967. Medestichter en eerste voorzitter was toenmalig burgemeester van Michelbeke Herman De Croo. In 1973 ging de vrouwenploeg van start en vijf jaar later (1978) kwam er een eerste zaal voor de ploeg. Hieraan voorafgaand werd er gevolleybald op het Sint-Sebastiaensplein. In 2005 volgde de bouw van een nieuwe, grotere zaal.
Van 2000 tot 2018 was Richa de sponsor, en werd de naam ook gebruikt voor het eerste team: Richa Michelbeke. Sindsdien is het evenwel terug de naam van de vereniging, Saturnus. In 2014 en 2019 verloor Michelbeke in de finale van de Beker van België, in 2014 tegen Asterix Kieldrecht en in 2019 tegen Hermes Volley Oostende.
In 2021 was er sprake dat de activiteiten van de ploeg (op het hoogste niveau) zouden worden stopgezet, maar daar werd later op teruggekomen. In seizoen 2021-'22 kon de club evenwel de degradatie niet vermijden.
In 2024 fuseerden Volley Mezo uit Zottegem en de jeugdploegen van Saturnus Michelbeke tot Vlaamse Ardennen Volley Michelbeke – Zottegem (VLAVO).

## Structuur

### Bestuur
| Periode      | Voorzitter          |
| ------------ | ------------------- |
| 1967 - 1968  | Herman De Croo      |
| 1968 - 1969  | Marcel Thomas       |
| 1969 - 1971  | Guy De Clercq       |
| 1971 - 1993  | Luc Rigaux          |
| 1993 - 1996  | Cyriel Gijselinck   |
| 2009 - heden | Karel Van Den Berge |

## Bekende (ex-)speelsters
- Delfien Brugman
- Fien Callens
- Maud Catry
- Charlotte Coppin
- Tine De Quick
- Mira Juwet
- Céline Laforge
- Lisa Neyt
- Paulien Neyt
- Elien Ruysschaert
- Manon Stragier
- Anke Waelkens